# Крейгсвілл (Вірджинія)
Крейгсвілл (англ. Craigsville) — місто (англ. town) в США, в окрузі Огаста штату Вірджинія. Населення — 899 осіб (2020).

## Географія
Крейгсвілл розташований за координатами 38°5′11″ пн. ш. 79°22′51″ зх. д. / 38.08639° пн. ш. 79.38083° зх. д. (38.086329, -79.380768).  За даними Бюро перепису населення США в 2010 році місто мало площу 5,29 км², з яких 5,29 км² — суходіл та 0,00 км² — водойми.

## Демографія
Згідно з переписом 2010 року, у місті мешкали 923 особи в 397 домогосподарствах у складі 253 родин. Густота населення становила 175 осіб/км².  Було 450 помешкань (85/км²).
Расовий склад населення:
| - 97,4 % — білих - 1,7 % — чорних або афроамериканців - 0,3 % — корінних американців |

До двох чи більше рас належало 0,3 %. Частка іспаномовних становила 0,5 % від усіх жителів.
За віковим діапазоном населення розподілялося таким чином: 24,2 % — особи молодші 18 років, 60,0 % — особи у віці 18—64 років, 15,8 % — особи у віці 65 років та старші. Медіана віку мешканця становила 41,3 року. На 100 осіб жіночої статі у місті припадало 93,1 чоловіків;  на 100 жінок у віці від 18 років та старших — 86,7 чоловіків також старших 18 років.
Середній дохід на одне домашнє господарство  становив 39 652 долари США (медіана — 35 676), а середній дохід на одну сім'ю — 46 064 долари (медіана — 45 703). Медіана доходів становила 36 500 доларів для чоловіків та 29 375 доларів для жінок. За межею бідності перебувало 28,2 % осіб, у тому числі 38,7 % дітей у віці до 18 років та 10,6 % осіб у віці 65 років та старших.
Цивільне працевлаштоване населення становило 398 осіб. Основні галузі зайнятості: освіта, охорона здоров'я та соціальна допомога — 34,7 %, транспорт — 17,1 %, виробництво — 12,3 %, роздрібна торгівля — 12,1 %.